# Parc national de Meru
Pour les articles homonymes, voir Meru (homonymie).
 (avril 2013).
Si vous disposez d'ouvrages ou d'articles de référence ou si vous connaissez des sites web de qualité traitant du thème abordé ici, merci de compléter l'article en donnant les références utiles à sa vérifiabilité et en les liant à la section « Notes et références ».
Le parc national de Meru est un parc national du Kenya géré par le Kenya Wildlife Service, situé à l'est de Meru, à 350 km de Nairobi. Avec une surface de 870 km2, c'est l'un des parcs les moins connus du Kenya. En raison des chutes de pluie abondantes, il est couvert de marais luxuriants avec de hautes herbes, ce qui rend le repérage difficile contrairement à d'autres parcs africains. Il abrite un large éventail d'animaux sauvages comme l'éléphant, l'hippopotame, le lion, le léopard, le guépard et quelques rares antilopes. C'est là que George et Joy Adamson ont relâché plusieurs animaux élevés en captivité, y compris le fils de la célèbre lionne Elsa (immortalisée dans le livre Born Free) et leur guépard Pippa. Il a été tué par des braconniers avant que la sécurité ne soit renforcée.

## Description
Ce parc national présente deux aspects, une région de hautes plaines (Mulika) et une région de basses-plaines semi désertiques (Adamson's falls). La faune, y compris les rhinocéros, a été décimée par un braconnage intensif dans les années 1990. Mais une opération de grande envergure a été organisée (Operation Genesis) pour la réintroduction des espèces disparues : rhinocéros, buffles, antilopes, éléphants.
Ce qui fait le charme indéniable du Parc national de Meru c'est sa fréquentation plus faible du fait de son éloignement et de la nécessité d'avoir des véhicules avec une bonne garde au sol pour franchir les nombreux radiers. De nombreuses rivières dont la rivière Tana assurent à longueur d'année un breuvage à la faune.
Les nombreux biotopes permettent d'observer une faune diversifiée et spécifique de certaines régions d'Afrique comme les Oryx beisa, les gérénuks (ou antilopes girafes), les petits Koudous. Des rhinocéros blancs ont été importés d'Afrique du Sud mais des recherches approfondies font état de leur présence au siècle dernier.
Meru est un endroit d'exception conçu pour des amateurs épris de vastes horizons. Paysages splendides et variés. Mais il faut reconnaitre que ce n'est pas un "ZOO" et que la vision des animaux demande de la patience et une observation attentive. Mais c'est bien là tout le charme de Meru.

## Actualité
Le parc est en restauration complète actuellement dans le cadre d'un projet de développement intégré : reconstitution et renforcement de l'écosystème, réimplantation de nouvelles populations animales, reconstruction des infrastructures touristiques. L'objectif étant de permettre une rapide autonomie financière et un développement local qui profite aux populations de la région ... Le projet du parc Meru est le fruit d'une collaboration étroite  entre le Kenya Wildlife Service et des organismes français, l'Agence française de développement et le Fonds français pour la nature et l'environnement et doit beaucoup à l'énergie et l'acharnement d'un homme : Mark Jenkins.[réf. nécessaire]

## Lodges
- le Mulika Game Lodge dont les bungalows sont disposés en hémicycle et dominent les marais de Mulika, fréquentés par toute la faune des environs.
- près de Leopard's rock, il y a un lodge bon marché "self service". Il a aussi l'avantage d'être administré par des locaux et donc les revenus vont directement à cette tribu.